# Tauala daviesae
Tauala daviesae là một loài nhện trong họ Salticidae.
Loài này thuộc chi Tauala. Tauala daviesae được Fred R. Wanless miêu tả năm 1988.